# Жуковский сельский совет (Глобинский район)
Жуковский сельский совет (укр. Жуківська сільська рада) — входит в состав
Глобинского района
Полтавской области
Украины.
Административный центр сельского совета находится в 
с. Жуки.

## История
- 1919 — дата образования.

## Населённые пункты совета
- с. Жуки
- с. Жорняки
- с. Коломицевка
- с. Новосёловка
- с. Павловка